# 比利·包依德 (演員)
比利·博伊德（英語：Billy Boyd，1968年8月28日—）是一位英國苏格兰演员兼歌手。他曾在彼得·杰克逊的史诗电影《魔戒三部曲》（2001-2003）中飾演哈比人皮聘，在《怒海爭鋒：極地征伐》（2003）裡飾演Barret Bonden，以及在《鬼娃新娘之鬼娃也有種》（2004）裡飾演格伦。

## 傳記
比利·博伊德出生於苏格兰的格拉斯哥。在他十岁前，他父母威廉和玛丽·博伊德，去世了一年。他和姐姐玛格丽特一起被祖母抚养长大。1984年，16岁的他出现在了当地的音乐公司戏剧协会，这是格拉斯哥的汉斯·安徒生的作品。在从事演艺事业之前，他曾在装订书工作了七年。他装订的其中一本书是《魔戒》。
博伊德毕业于苏格兰皇家音乐学院，在那里获得了戏剧艺术学位。

## 职业生涯
演员
博伊德在《Taggart》（1996）、《士兵的跳跃》（1998）和《城市鬼故事》（1998）中开始了他的职业生涯。他还在1997年由David Greig在苏格兰的电影公司中出演了苏格兰的电影。他的突破，以及最引人注目的表演角色，是在2001年至2003年的《魔戒》三部曲中的皮瑞格林·圖克。博伊德撰写了歌曲《夜之邊緣》的旋律，这首歌在彼得·杰克逊的《魔戒：王者再臨》中出现。这首歌后来被用于《哈比人》三部曲最后一部《哈比人：五军之战》（2014）的预告片。博伊德还為《哈比人：五军之战》创作并演唱了歌曲《最後悼別》，这首歌是在电影的结尾部分播放的。
2004年，他主演了Brad Dourif（Brad Douri）和蒂芬妮（Chucky）的儿子格伦。在第一季第二集的第二集里，他还客串了一段很受欢迎的苏格兰喜剧。
除了作为一名银幕演员，他还出现在舞台上。博伊德曾在几次戏中演出过；包括圣地亚哥和疯狂的保拉的民谣。他在邓迪剧院演出，扮演Leith在阳光下的角色，以及在长时间的吉米，他是主角。他还在BBC广播改编的BBC广播中饰演理查德麦克达夫（2007），他是由道格拉斯亚当斯写的“德克温和的整体侦探社”。
2011年，他的电影格伦——飞行机器人——在破晓的国际电影节上放映，随后又被Netflix发布了。2012年6月，他出现在舞台上，作为银河系漫游指南指南的向导。2013年，博伊德在莎士比亚的麦克白中扮演Joseph Millson，在莎士比亚的世界里，Joseph Millson和Banquo。
音乐
博伊德在一个名为Beecake的乐队前面。这支乐队以博伊德的指环王Dominic Monaghan的名字命名，他在一幅画中画了一幅蜜蜂的蛋糕。乐队的其他成员还包括保罗·伯克、比利·约翰斯顿和里克马丁。
博伊德在Viggo Mortensen 2003年的专辑美国的大流行中客串了一场，在那里他在两首歌中演奏了低音，还有另一种鼓。
2010年6月，Beecake发布了一张专辑灵魂游泳。除了在一些国际MySpace的排行榜上名列榜首，该乐队还获得了“苏格兰最佳现场表演奖”，这是在Tartan Clef音乐颁奖典礼上获得的最佳现场表演奖。这个奖项是由西特苏格兰创造的，用来庆祝苏格兰的现场音乐和格拉斯哥的新头衔——联合国教科文组织音乐之都。Tartan clf音乐大奖为苏格兰的诺多夫罗宾斯音乐疗法筹集资金，该慈善机构利用音乐为儿童和成人的生活带来欢乐，这些人因残疾、精神创伤或疾病而被孤立。
Beecake于2012年6月4日发布了EP。在EP发布的同时，这首歌的“请留下”的音乐视频也发布了。这首歌的音乐视频是由Michael Ferns执导的，他毕业于RSAMD，他毕业于博伊德。2012年12月，该乐队发行了第二张专辑“蓝天天堂”。该乐队在2013年7月发布了第二张名为B的专辑。
2014年，博伊德為电影《霍比特人：五军之战》撰寫了歌曲《最後悼別》，電影在2014年12月12日上映；而包括《最後悼別》在内的配乐原聲帶在2014年12月8日发行。

## 个人生活
博伊德是一名冲浪爱好者，在新西兰的指环王制作期间，他在新西兰度过了闲暇时光。他在剑术中也有七年级的成绩。他在格拉斯哥的克拉乌西世界学院接受了武术训练，在Mike Krause和Mike Krause的领导下，他在杰特库内和菲律宾卡利都获得了4级的军衔。他在2002年的苏格兰100名最有资格的男人中名列榜首。
他和妻子艾莉森麦金农在格拉斯哥拥有一所房子。这对夫妇有了他们的第一个孩子，一个叫杰克·威廉·博伊德的男孩，2006年4月26日，12岁。2010年12月29日，他和麦金农在格拉斯哥西区的奥兰莫举行婚礼，婚礼上有30名宾客。伊利亚·伍德和多米尼克·莫納漢都参加了这场婚礼。随后为大约130位客人举行了招待会。
博伊德有一个“九”字的纹身，写着“九”字，指的是他与《指环王》的关系，以及他的角色是《指环王》中的九名成员之一。「魔戒遠征隊」的其他演员（伊利亞·伍德、西恩·艾斯汀、西恩·賓、伊恩·麥克連、維果·莫天森和奥兰多·布鲁姆）都有同样的纹身，但约翰·里斯-戴维斯的特技替身却得到了纹身。
他与在《指环王》飾演梅里的多米尼克·莫納漢保持着亲密的关系。Monaghan在接受全国早餐电视节目“GMTV”采访时透露，他继续经常看到博伊德，因为他“基本上是他的孩子的教父”。“博伊德是苏格兰青年剧院、苏格兰国家剧院和年轻人的赞助人之一。”他还是苏格兰国家男孩合唱团的赞助人。
在苏格兰度假
2008年博伊德曾在苏格兰的“完美日”活动中，谈到了他对苏格兰冲浪的热爱，尤其是在苏格兰西海岸的基特拉镇附近的小镇上,Pease Bay和苏格兰东部海岸的Pease Bay和科尔廷汉姆湾。2008年7月28日，在接受苏格兰人的采访时，他说：“我并没有做太多的宣传工作，但我觉得我可以诚实。”我为自己来自哪里感到自豪，如果有朋友过来，我能让他们看到我，我就会非常兴奋。

## 演出電影

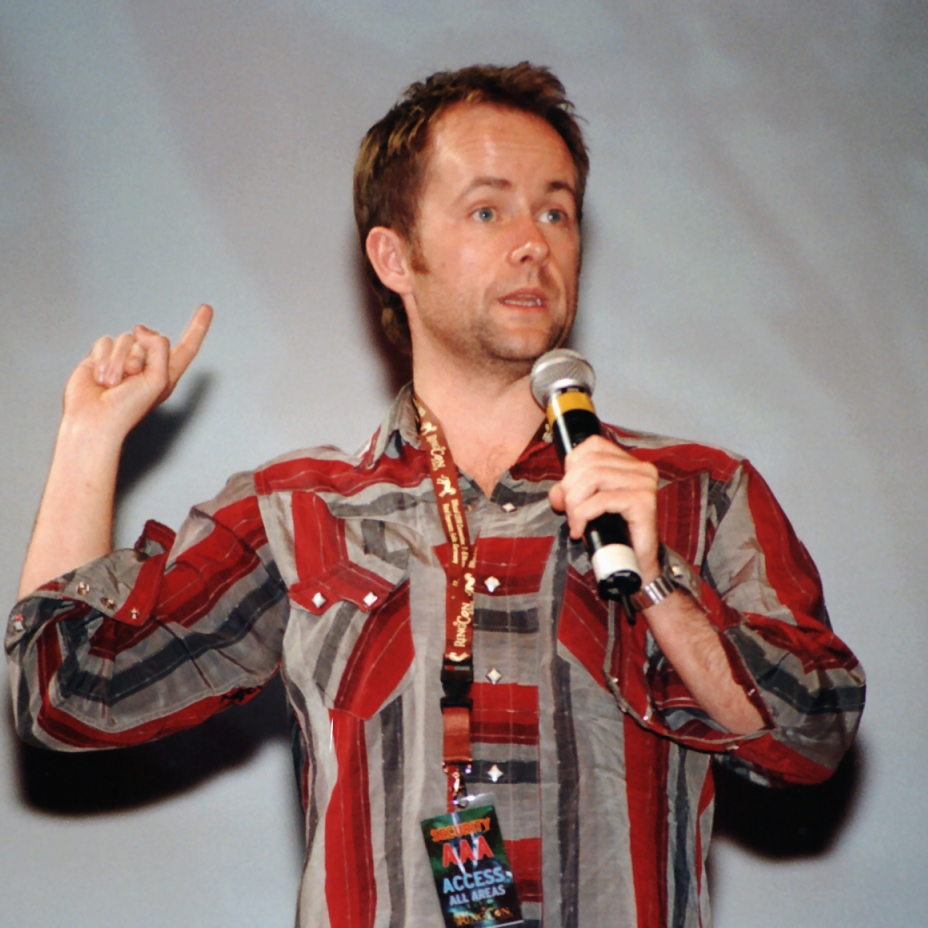
2005年，攝於德國黑森州富爾達。

- Stone of Destiny (film) (2008) 飾演比爾·克雷格（Bill Craig）
- Empty （2008） 飾演Tony （BBC的電視劇集）
- Ecstasy (2008) 飾演 伍德西（Woodsy）
- Shoe at your Foot （2008）
- The Best Years (2008) 飾演Emmet
- Save Angel Hope （2007） 飾演Vince Sandhurst
- Glenn  (2007) 飾演傑克（Jack）
- Dominator X  (2007) 飾演Shiro/Dominator voice (animated)
- 飛翔的蘇格蘭人（英语：The Flying Scotsman (2006 film)） (2006) 飾演Malky
- Save Angel Hope (2006) 飾演Vince
- 《仲夏夜之夢》 (2005） 配音 迫克（Puck）
- On a Clear Day (2005) 飾演Danny
- Instant Credit (2004) 飾演Frankie
- Seed of Chucky (2004) 飾演the voice of Glen/Glenda
- 《魔戒三部曲：王者再臨 》（2003） 飾演皮聘
- Master and Commander: The Far Side of the World (2003) 飾演Barrett Bonden
- 《魔戒二部曲：雙城奇謀 》（2002） 飾演皮聘
- Sniper470 (2002) 飾演the Sniper
- 《魔戒首部曲：魔戒現身》（2001）飾演皮聘
- Julie and the Cadillacs （1999) 飾演Jimmy Campbell
- Urban Ghost Story （1998） 飾演the loan shark
- The Soldier's Leap （1998） 飾演 郵差

## 外部連結
- Billy Boyd在互联网电影资料库（IMDb）上的資料（英文）
- （英文） 官方網站 （页面存档备份，存于）